# Bradycellus lustrellus
Bradycellus lustrellus är en skalbaggsart som beskrevs av Thomas Casey. Bradycellus lustrellus ingår i släktet Bradycellus och familjen jordlöpare. Inga underarter finns listade i Catalogue of Life.